# Ismed Sofyan
Ismed Sofyan (né le 28 août 1979 à Manyak Payed en Indonésie) est un joueur de football international indonésien, qui évolue au poste de défenseur.

## Biographie

### Carrière en sélection
Avec l'équipe d'Indonésie, il joue 53 matchs (pour 3 buts inscrits) entre 2000 et 2010. 
Il figure dans le groupe des sélectionnés lors des coupes d'Asie des nations de 2000, de 2004 et de 2007.
Il joue également 9 matchs comptant pour les tours préliminaires des coupes du monde 2002 et 2006.